# Guagua
Guagua (Bayan ng Guagua) är en kommun i Filippinerna. Kommunen ligger på ön Luzon, och tillhör provinsen Pampanga. Folkmängden uppgår till 96 858 invånare.

## Bildgalleri

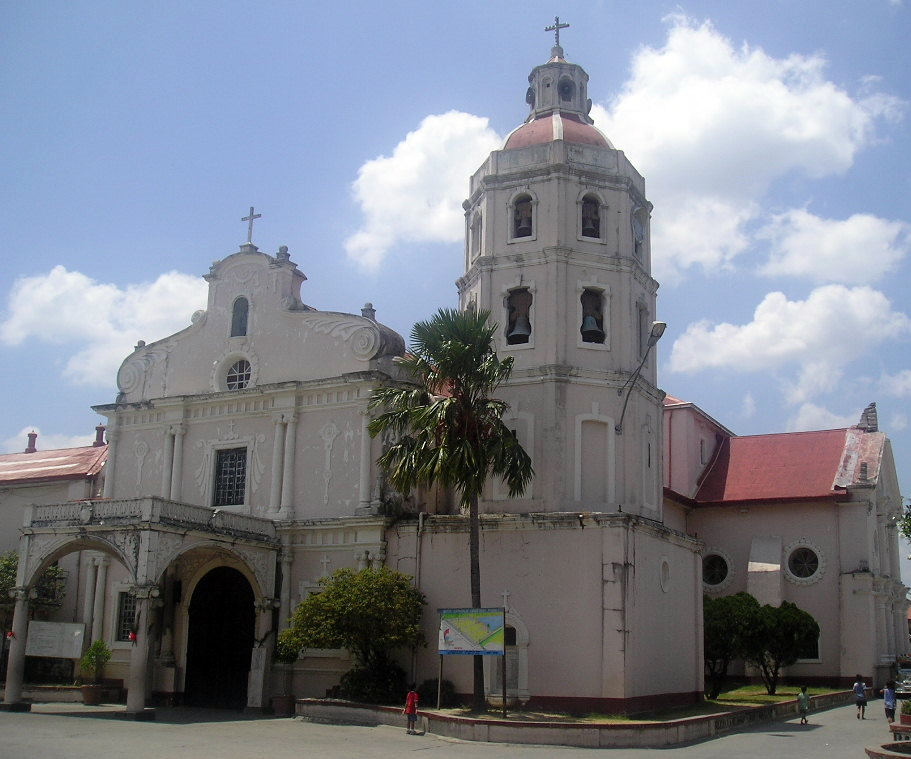

## Barangayer
Guagua är indelat i 31 barangayer.
| - Poblacion Area - Bancal - Plaza Burgos - San Nicolas 1st - San Pedro - San Rafael - San Roque - Sta. Filomena - Sto. Cristo - Sto. Niño | - Pangulo Area - San Vicente - Lambac - Magsaysay - Maquiapo - Natividad - Pulungmasle - Rizal - Ascomo - Jose Abad Santos    |
| - Locion Area - San Pablo - San Juan 1st - San Jose - San Matias - San Isidro - San Antonio                                               | - Betis Area - San Agustin - San Juan Bautista - San Juan Nepomuceno - San Miguel - San Nicolas 2nd - Sta. Ines - Sta. Ursula |